# Oskar Morgenstern
Oskar Morgenstern (* 24. Januar 1902 in Görlitz; † 26. Juli 1977 in Princeton, New Jersey) war ein deutscher Wirtschaftswissenschaftler, der auch Staatsbürger Österreichs und der Vereinigten Staaten war. Gemeinsam mit John von Neumann begründete er die Spieltheorie.

## Leben
Oskar Morgenstern war der Sohn des Kaufmanns Wilhelm Morgenstern und von Margarete Teichler, seine Eltern zogen 1914 nach Wien. Morgenstern erhielt 1925 zusätzlich die österreichische Staatsbürgerschaft und 1944 die US-amerikanische. 
Morgenstern besuchte während seines Studiums an der Universität Wien Vorlesungen von Ludwig von Mises und wurde 1925 in Wien promoviert. 1928 folgte die Habilitation. Seit 1929 war er als Nachfolger von Friedrich August von Hayek Direktor des Österreichischen Instituts für Konjunkturforschung und von 1935 bis 1938 Professor in Wien. Nach dem Anschluss Österreichs an das nationalsozialistische Deutschland wurde ihm die Lehrbefugnis entzogen. Im Jahr 1938 wanderte er in die USA aus, wo er Professor an der Princeton University und Direktor des Economic Research Program wurde.
Mit ihrem im Jahr 1944 veröffentlichten Buch The Theory of Games and Economic Behavior begründeten Oskar Morgenstern und John von Neumann die Spieltheorie. Es ist umstritten, welchen Anteil von Neumann tatsächlich am Werk hatte. Man geht inzwischen davon aus, dass John von Neumann für den Großteil der wissenschaftlichen Darstellung verantwortlich ist.
Im Jahr 1963 gründete Morgenstern zusammen mit Paul F. Lazarsfeld das Institut für Höhere Studien (IHS) in Wien, das er ab September 1965 ein Jahr lang leitete. Später kehrte er zurück in die USA. 1976 wurde er in die American Academy of Arts and Sciences aufgenommen.
Im November 2012 wurde in Wien-Alsergrund (9. Bezirk) der Oskar-Morgenstern-Platz nach ihm benannt, seit Sommer 2013 sind hier sowohl die Fakultät für Wirtschaftswissenschaften als auch die Fakultät für Mathematik der Universität Wien beheimatet.
2013 verlieh die Universität Wien erstmals die Oskar-Morgenstern-Medaille; der erste Träger dieser Auszeichnung war der Wirtschaftsnobelpreisträger Roger B. Myerson. 2015 wurde Robert F. Engle, 2017 Ernst Fehr, 2019 Christopher Pissarides, 2021 Muriel Niederle und 2023 Thomas Piketty mit der Oskar-Morgenstern-Medaille ausgezeichnet.

## Publikationen (Auswahl)
- 1928 Wirtschaftsprognose: Eine Untersuchung ihrer Voraussetzungen und Möglichkeiten
- 1934 Die Grenzen der Wirtschaftspolitik
- 1935 The Time Moment in Value Theory
- 1935 Perfect Foresight and Economic Equilibrium
- 1936 Logistics and the Social Science
- 1944 Theory of Games and Economic Behavior, mit  John von Neumann
- 1948 Demand Theory Reconsidered
- 1949 Economics and the Theory of Games (Kyklos)
- 1950 On the Accuracy of Economic Observations
- 1951 Prolegomena to a Theory of Organization
- Abraham Wald, 1902–1950. In: Econometrica. Band 19, Nr. 4, 1951, S. 361–367, doi:10.2307/1907462, JSTOR:1907462.
- 1954 Experiment and Large-Scale Computation in Economics, Economic Activity Analysis
- 1956 Generalization of the von Neumann Model of an Expanding Economy, mit J.G. Kemey und G.L. Thompson, (Econometrica)
- 1959 The Question of National Defense
- 1970 Predictability of Stock Market Prices, mit C.W.J. Granger
- 1972 Thirteen Critical Points in Contemporary Economic Theory
- 1972 Descriptive, Predictive and Normative Theory (Kyklos)
- 1976 Collaborating with von Neumann
- 1976 Mathematical Theories of Expanding and Contracting Economies, mit G.L. Thompson
- 1979 Some Reflections on Utility. In: The Expected Utility Hypothesis and the Allais Paradox, (Hrsg. M. Allais e O. Hagen), D. Reidel, Dordrecht.